# Battaglia di Coulmiers
La battaglia di Coulmiers fu combattuta nel contesto della guerra franco-prussiana, poco fuori dalla città di Orléans, tra le forze bavaresi di Ludwig von der Tann e un esercito francese repubblicano comandato da Louis d'Aurelle de Paladines. La vittoria della battaglia consentì la riconquista ai francesi della città di Orléans, occupata dalle forze prussiane alcune settimane prima nell'omonima battaglia. La città sarà tuttavia riconquistata dai prussiani definitivamente il 5 dicembre.

## Svolgimento
A Salbris, Charles de Freycinet, collaboratore di Gambetta come delegato alla guerra nel governo di difesa nazionale, e i generali francesi decisero la riconquista di Orléans da ovest e da sud con una forza di 120 000 uomini. L'obbiettivo era distruggere e costringere alla resa l'armata di Ludwig Von der Tann. Aurelle prevedeva che Tann sarebbe stato costretto all'ingabbiamento nella città, mentre le forze francesi avrebbero circondato la città l'11 novembre. Tann, probabilmente per evitare un simile esito, procedette verso i francesi al comando di 20 000 uomini già l'8 novembre, operando una scelta rischiosa, per sfidarli in campo aperto e i due eserciti si incontrarono il giorno dopo a ovest di Orléans presso Coulmiers.
Nella tarda mattinata Tann veniva già impegnato da una grossa parte delle forze di Aurelle. All'1,30 del pomeriggio i francesi tentarono una prima volta di sfondare le linee tedesche, con i bavaresi che, avendo esaurito le cartucce, assistettero impotenti al respingimento delle fore nemiche operato dalle proprie artiglierie. Il generale Etienne Barry lanciò un secondo attacco alle 3,00 del pomeriggio, riuscendo ad isolare una divisione bavarese. L'attacco dei francesi fu mediocremente coordinato (essi si valsero in battaglia anche di cannoni navali da 12 cm per la carenza di artiglieria di terra) e i bavaresi si distinsero per la tenacia nei combattimenti.
I francesi apparivano incapaci di forzare le deboli difese bavaresi e il generale Barry dovette ritirarsi in disordine alla testa dei suoi mobiles. Barry rinnovò l'attacco a sera, ma scoprì che Von der Tann si era già ritirato ad est per riunirsi con la 22ª divisione avendo ceduto alla pressione dell'Ammiraglio Jauréguibery sul fianco. Mentre Tann procedeva a ritirarsi verso Artenay e Toury sotto il primo duro freddo invernale, Aurelle poté liberare Orléans tra il suono delle campane festanti il 10 novembre informando Trochu e Gambetta dell'inusitata vittoria.
La perdita della città suscitò le ire del comandante supremo prussiano von Moltke, il quale impose che Tann tornasse al comando di un singolo corpo d'armata e che le sue truppe subissero il degradamento a forze secondarie.